# 中島道郎
中島 道郎（なかしま みちろう、1930年 - ）は、日本の医師。日本登山医学会の前身である山岳医学会を立ち上げ、その後の登山医学の発展に尽力した。
1970年に日本から初めて派遣されたエベレスト登山隊（5月11日に松浦輝夫と植村直己が登頂）に、医師として参加した。
専門は循環器学で、臨床及び研究の両面から多大な貢献をした。

## 来歴
幼少時、漁師であった父の故郷である兵庫県穴見（現・豊岡市）を疎開や帰省で訪れ、豊岡で14歳まで少年時代を過ごした。後にエベレスト登山隊にともに参加することになる植村直己と同郷で、中島の方が10歳ほど年上であった。海が身近であったため、小学校1年時には海軍兵学校を志すと決めていた。
旧制豊岡中学校（現・兵庫県立豊岡高等学校）を中学2年生まで在学したあと、飛び級で1945年4月3日に海軍兵学校第78期生として海軍兵学校予科に入学した。
14歳で入学し、20歳になったら命はないものと覚悟していたので、「残りの人生を約2000日（7年）とし、2000分の1日を精一杯生きた」か、日々自問自答しながら過ごしていた。中島が入学した頃は太平洋戦争末期で戦況が悪化しており、中学では授業時間のほとんどで勤労動員が行われていたが、海軍兵学校予科では、英語等の授業が1日5限行われた。
1945年8月の終戦とならなければ、中学3年間分の内容が1年で行われる予定であった。短期間で集中的な授業が行われたが、秀才としてほめられながら勉強できる恵まれた環境で、同期と勉学に励んだ。「敵国語」とされた
英語教育にも力が入れられていた。生徒には短剣が支給されたが、戦争末期の物資不足から竹製であった。しかし、中島は戦後の混乱でその竹製の短剣を紛失している。
高等学校進学時の第一志望は第三高等学校であったが、戦後の食糧事情悪化で「都会の学校は腹が減って勉強どころではない、松江はものの五円で腹一杯芋が食える」という理由から松江高等学校へ進んだ。松江高等学校にも4年生終了後の飛び級で進学（四修）している。
中島は旧制松江高校時代から山岳部に属しており、自身の記述によれば、鳥取県の大山で、無雪・有雪の四季を通じて熱心にトレーニングに励み、既にかなりの登山技術が身についていたという。そのため、1950年に京都大学医学部進学（新制大学での医学部1期生だった）後に所属した山岳部でも経験者として後輩の指導を行う数少ない部員の一人であった。大学2年生だった1952年12月に、中島は京大山岳部のパーティーの一人として厳冬期の知床で登山（知床岬から知床岳まで）をおこなったが、その際悪天候により4日の予定が13日を要し（食料は10日分しかなかった）、そのときの経験を「金輪際、二度と再び遭いたくないと思ったほど過酷な山旅であった」と語っている。
大学卒業後は、京都大学学士山岳会に所属した。1958年には京都大学学士山岳会のチョゴリザ遠征隊に参加し、8月4日に隊員の藤平正夫と平井一正が登頂した。大学としては世界初の7,000m峰初登頂であった、
結婚後にはフルブライト奨学生に選ばれ、バージニア大学医学部で2年間留学した。
前記の通り、1970年の日本初のエベレスト遠征隊に医師として参加した。この登山隊では、登頂前の4月21日に隊員の成田潔思が心臓麻痺で死亡する不幸（1970年のエベレスト遭難事故）が起きている（中島は、風邪を引いた成田が死去3週間前にいったん下の設営地に戻って休養した際に生活をともにしたが、死去には立ち会っていない）。これを含めてエベレストへの遠征は5回おこなっている。
1990年には、京都大学シシャパンマ医学学術登山隊の副総隊長（学術担当）として5月21日にシシャパンマ峰（8,027メートル）に隊員22名とともに登頂した。
医師としては京都市立病院呼吸器科、大阪府済生会泉尾病院、髙折病院で勤務した。

## 人物
植村直己とはエベレスト登山隊にともに参加し、個人的に会食もした間柄だった。中島は植村直己のことを「非常に人柄がよい人だった」と中島は語っている。
バージニア大学への留学を終えた際には、バージニア州からレンタカーで20日間かけて、アメリカ大陸を横断してから日本に帰った(中島本人弁)。
髙折病院閉院に際し、85歳で名誉院長としての単身赴任勤務を終え、京都市から神戸市東灘区の自宅へ、赴任時に使用していた自転車で帰ろうとした。坂の多い高槻市でやむなく自転車を停めて自宅へ電車で帰宅後、再度高槻市に戻り、改めて自転車で自宅まで向かったという。
2015年には関西テレビ放送の『ごきげんライフスタイル よ〜いドン!』のコーナー
「となりの人間国宝さん」から「1950年代 - 1960年代、京都の食事処・喫茶のマッチ箱にメモした人を探す」という企画で取材を受けた。放映後、トランク一杯のマッチ箱は中島本人に返却された。しかし、その後「欲しいという人にやった」ため、現在は一つも保持していない。